# Permalloy

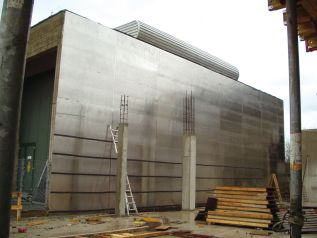
Stavba objektu se zdmi stíněnými Permalloyem

Permalloy, také Mu-Metall nebo {\displaystyle \mu }-Metall je magneticky měkká slitina niklu a železa obsahující cca 75–80 % niklu. Dosahuje vysoké permeability a využívá se k odstínění nízkofrekvenčních magnetických polí a k výrobě železných jader transformátorů, snímačů proudu, čidel.
Mumetall® je ochranná známka výrobce.

## Vlastnosti slitiny
Permalloy dosahuje velmi vysoké permeability ({\displaystyle \mu _{r}}= 50 000–140 000), která způsobuje, že se magnetický tok nízkofrekvenčních magnetických polí soustřeďuje v materiálu. Tento efekt vede při stínění nízkofrekvenčních nebo statických rušivých magnetických polí k výraznému stínicímu účinku. Při mechanickém zpracování permalloye ohýbáním, ražením nebo lisováním permeabilita drasticky klesá. Může klesnout až na hodnoty pod 150. Proto je nezbytně nutné permalloy po mechanickém tvarování vyžíhat a obnovit tak jeho magnetické vlastnosti. Permalloy je dostupný ve formě fólií a plechů tloušťky od 0,1 do 5 mm.

## Oblasti využití
- Jako magnetorezistivní element u snímacích hlaviček pevných disků v počítačích. Odpor elementů může být ovlivněn změnou okolního magnetického pole.
- Jako materiál železných jader pro nízkofrekvenční vazební členy, magnetické snímače proudu
- V práškové formě pro výrobu lisovaných práškových jader
- Ve formě tenkých plechů jako materiál pro odstínění rušivých magnetických polí v elektronických přístrojích. Jsou k dispozici hotové stínicí prvky s tloušťkou stěny od jednoho do dvou milimetrů ve tvaru pohárků, trubek nebo hadic. Běžně se využívají stínicí kryty pro magnetické hlavičky v záznamových zařízeních nebo pro malé elektromotory v magnetofonech.
- Stínicí kabiny se budují pro výzkumné práce prováděné bez vlivu vnějších magnetických polí.

## Výroba
Vytavená slitina permalloy je k dispozici ve formě plechu, pásku nebo jako drát. Permalloy je možné lisovat, táhnout, ohýbat, pájet, svářet a galvanicky pokovovat. Je možné také vrtání a frézování. Slitinu je nutné po mechanickém zpracování podrobit závěrečnému žíhání při 1000 až 1200 stupňů Celsia a temperování při 400 až 600 stupňů Celsia. Tepelné zpracování probíhá většinou v atmosféře ochranného plynu nebo vodíku. S využitím zvláštních chladicích procesů nebo chlazením v magnetickém poli lze dosáhnout obzvlášť vysoké permeability nebo zvláštních magnetických vlastností.